# Свети Архангели (Кастри)
Вижте пояснителната страница за други значения на Свети Архангели.
„Свети Архангели“ или „Свети Архангел Михаил“ (на гръцки: Παμμεγίστων Ταξιαρχῶν, Ταξιάρχη Μιχαήλ) е православна манастирска църква край нигритското село Кучос (Евкарпия), Гърция, част от Сярската и Нигритска епархия.
Църквата е разположена на мястото на заличеното село Кастри, което се споменава в историческите извори. Построена е в 1854 година на мястото на средновековен храм. Църквата е забележителен пример за храмова архитектура от XIX век, който запазва и късновизантийска строителна фаза. В архитектурно отношение представлява трикорабна базилика.
В 1990 година храмът е обявен за защитен паметник на културата. В 2000 година е изписан със стенописи, а в 2008 година е обновен.